# Fjodor Denisov

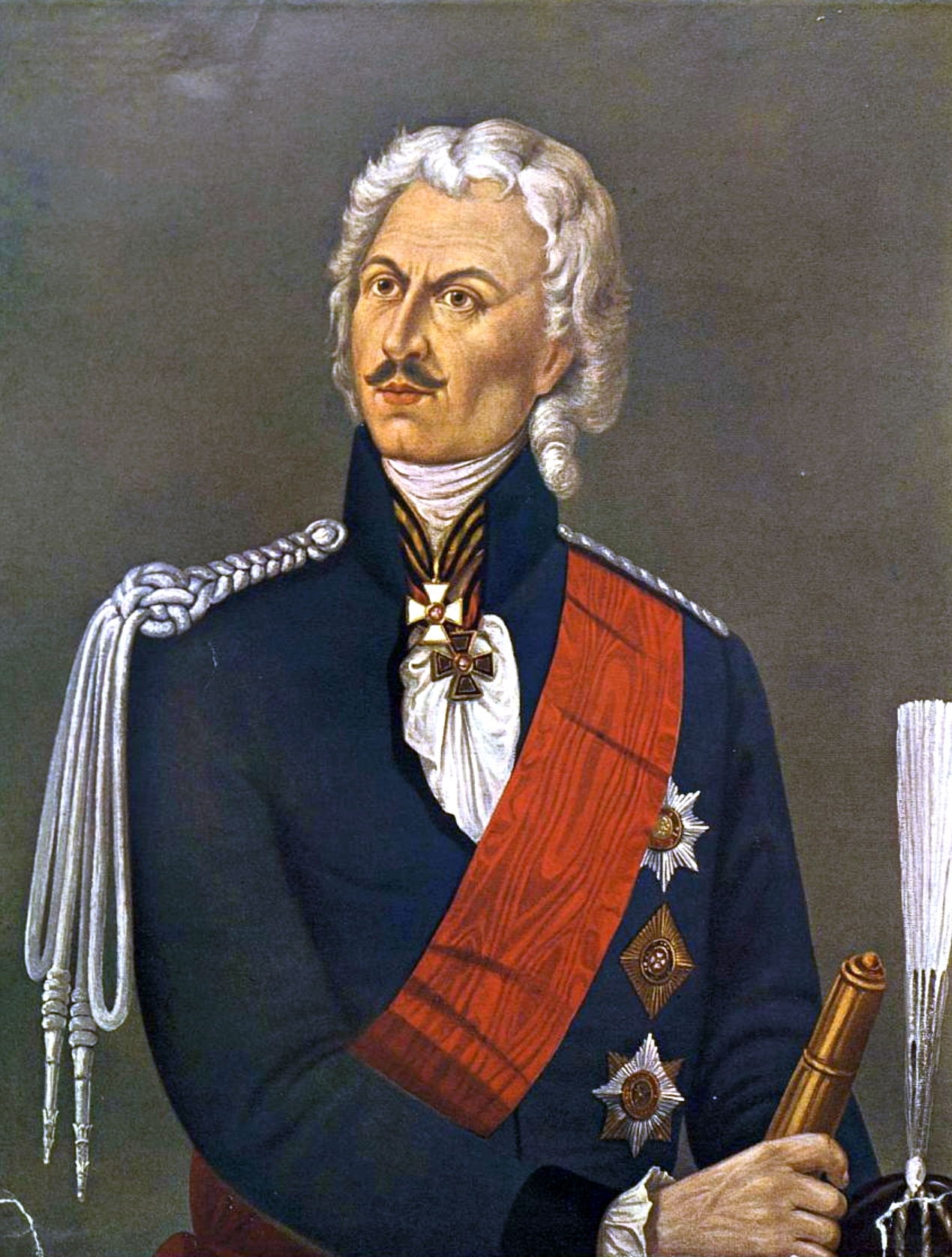
Fjodor Denisov iklädd uniform med Sankt Georgsorden och Sankt Annas orden kring halsen. Porträtt av okänd konstnär.

Fjodor Petrovitj Denisov (ryska: Фёдор Петрович Денисов), född 1738 i Pjatiizbjanskij, död 1 mars 1811 i samma stad, var en rysk greve och militär. Denisov deltog i Rysslands båda krig mot Osmanska riket 1768–92 samt i svensk-ryska kriget 1788–90, då han led nederlag mot svenska trupper under Gustav III:s befäl i slaget vid Valkeala.